# Lima (ferramenta)
Lima é uma ferramenta manual ou mecânica formada por uma haste dura de aço com ranhuras, usada para desbastar outras peças, sejam elas de metais mais moles, como o alumínio ou o latão, ou de outros materiais como a madeira.
As limas são ferramentas de aplicação geral, frequentemente utilizadas em combinação com serrotes e talhadeiras.

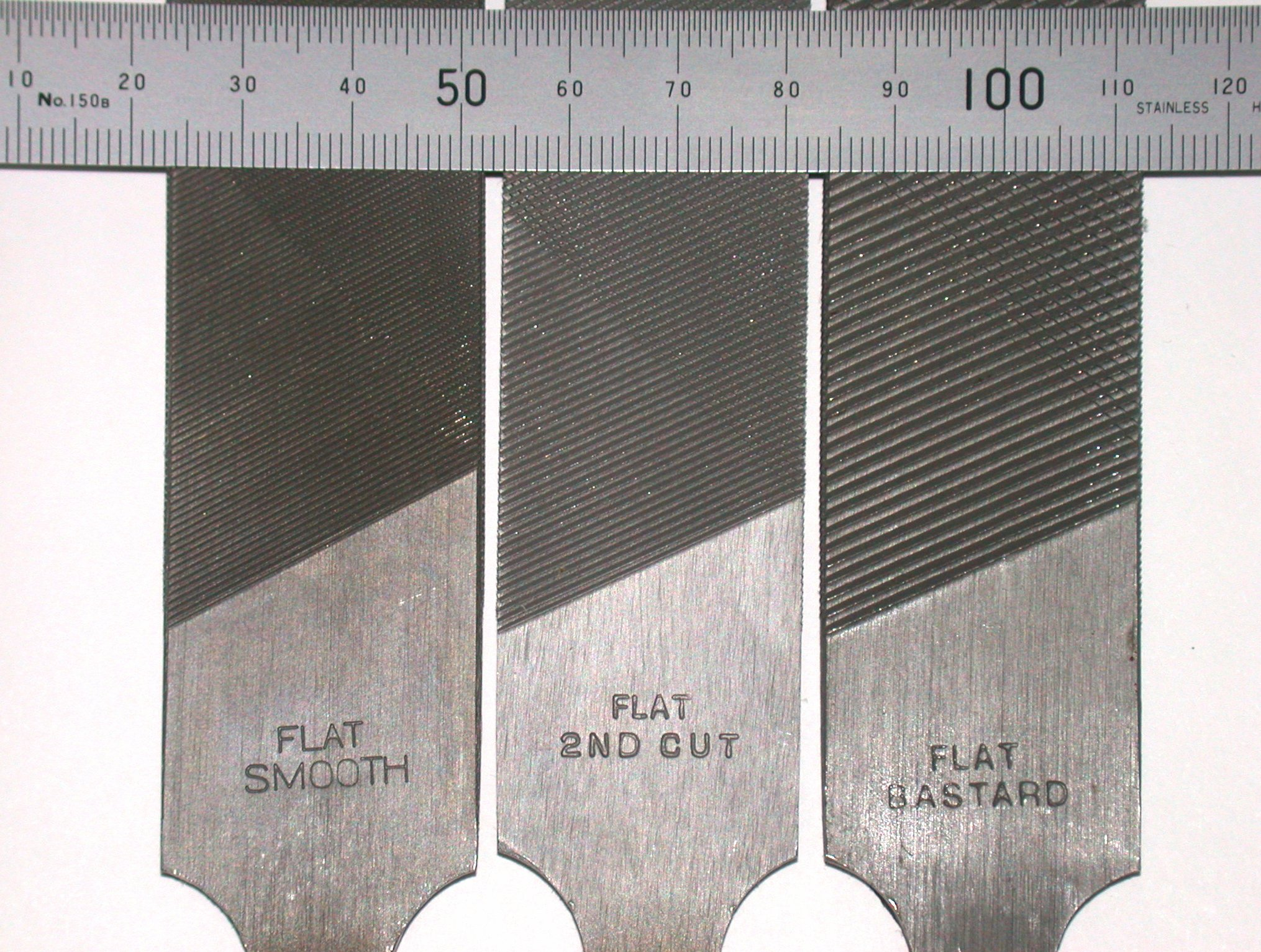
Limas: murça, 2º corte e bastarda.

Existem vários tipos de limas, quer quanto à sua forma, quer quanto ao fim a que se destinam:
- quanto à forma, as limas podem ser chatas, paralelas, de meia-cana, redondas, quadradas ou triangulares, de forma a ajustarem-se à superfície sobre a qual vão trabalhar;
- quanto ao fim a que se destinam, as limas podem dividir-se em: bastardas, de segundo corte ou murças.  As limas bastardas destinam-se a cortar uma grande quantidade de material excedentário. As limas de segundo corte (bastardinha), destinam-se a fazer a aproximação à forma desejada. As murças destinam-se ao acabamento perfeito da peça trabalhada. As limas bastardas, possuem um intervalo entre os dentes superior ao da lima de segundo corte, sendo este intervalo menor ainda na lima murça. As limas para madeira, chamam-se usualmente grosas e o intervalo entre dentes é superior ao das limas bastardas. Existem limas especiais, de tungstênio e adiamantadas, de finíssima espessura, utilizadas na limpeza de platinados.